# Miss in Her Teens
Miss in Her Teens (titre complet : Miss in Her Teens; or The Medley of Lovers) est une farce (ou afterpiece) en deux actes écrite en 1746 par David Garrick qui l'adapte de la comédie de Dancourt, La Parisienne, publiée en 1694 ; elle est jouée pour la première fois le 17 janvier 1747 à Londres sur la scène de Covent Garden.

## Intrigue

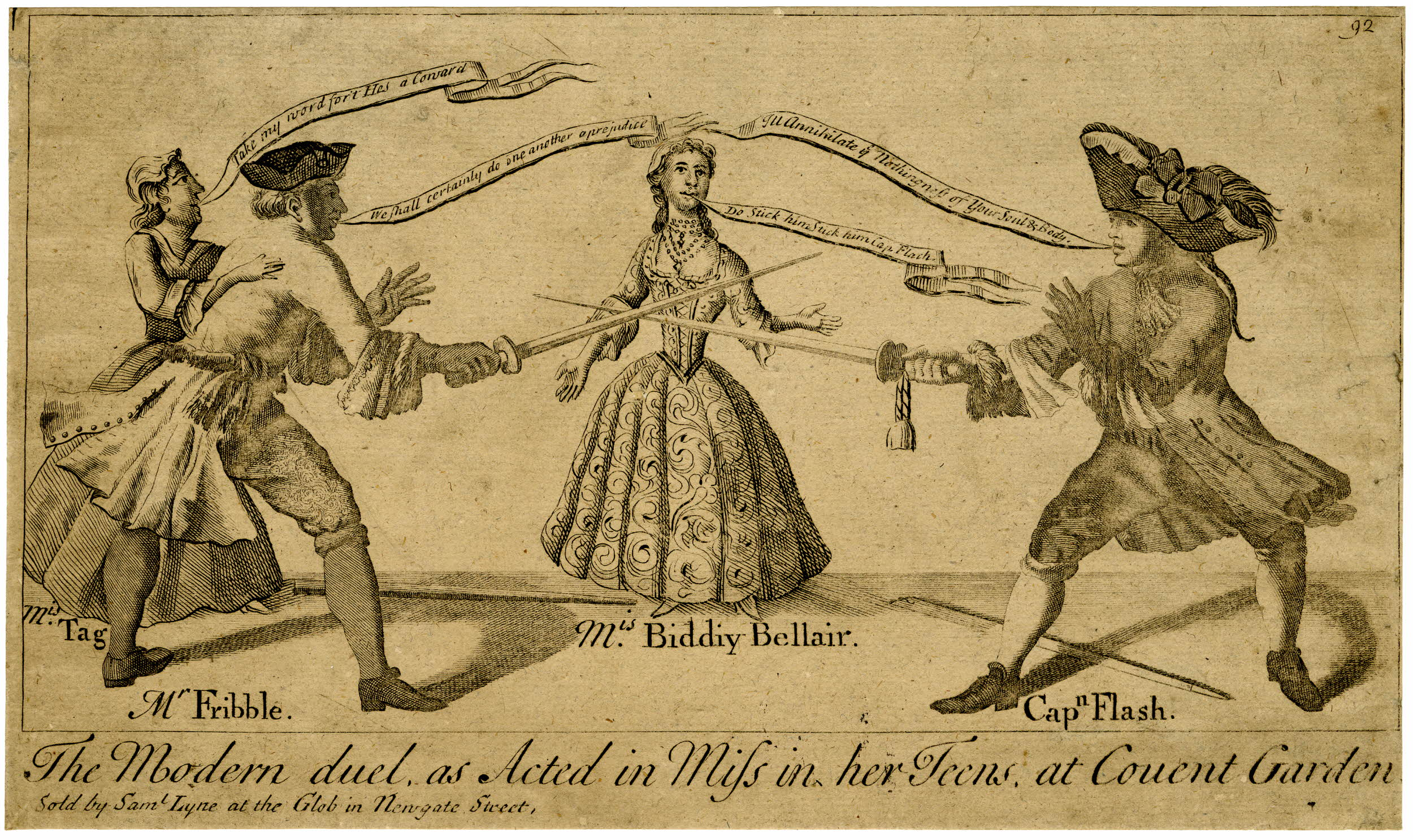
Scène du duel, avec David Garrick dans le rôle de Fribble, Henry Woodward dans celui de Flash, Jane Hippisley dans celui de Biddy Bellair et Hannah Pritchard dans celui de Tag, gravure, vers 1747.

La pièce met en scène une adolescente (in Her Teens) tout juste sortie du pensionnat, Miss Biddy Bellair, et ses différents prétendants. Biddy souhaite épouser le jeune capitaine Robert Loveit, qui est parti à la guerre dans les Flandres et qui a conquis son cœur sous le nom de Rhodophil. Sa tante, entre temps, a arrangé un mariage pour Biddy avec un homme beaucoup plus âgé, veuf, qui s'avère être le père du capitaine, sir Simon Loveit ; la tante, qui a à cœur les intérêts de Miss Biddy, se laisse facilement convaincre d'annuler ce projet de mariage avec l'homme plus âgé lorsqu'elle découvre que Miss Biddy est amoureuse du capitaine, qui vient de rentrer de la guerre. Mais, pendant les six mois d'absence du capitaine, Miss Biddy a permis à deux autres hommes, tout à fait ridicules, de lui faire la cour, le capitaine Flash et M. Fribble. Miss Biddy, avec l'aide de son astucieuse servante Tag et de Puff, valet de Robert Loveit, convainc Flash et Fribble de se battre en duel : s'ils refusent, elle les refusera pour lâcheté ; s'ils acceptent, elle espère que l'un d'entre eux soit tué et l'autre exécuté comme meurtrier ou contraint de s'enfuir. Lors  du duel, Robert Loveit chasse ses rivaux, les fiançailles de Miss Biddy avec le capitaine sont approuvées par tout le monde, dans la confusion et la gaieté.

## Mises en scène et édition
La pièce est soumise au Lord-chambellan le 29 décembre 1746 et la première représentation a lieu le 17 janvier 1747 à Londres sur la scène de Covent Garden. 
Mary Delany qui a assisté à une représentation de 1747 écrit dans une lettre que « nothing can be lower » (« rien ne peut être plus bas ») et au sujet de Garrick « le rôle qu'il joue lui-même (Mr. Fribble), il le rend si ridicule qu'il est très divertissant ». 
La pièce est jouée le 25 avril 1766 au Théâtre royal de Drury Lane à Londres, avec une musique de scène de Thomas Augustine Arne ; un air en est conservé.
L'actrice Elizabeth Poe, mère d'Edgar Allan Poe, a fait ses débuts sur la scène bostonienne au début de l'année 1796 dans Miss in Her Teens à l'âge de neuf ans, dans le rôle de Biddy Bellair ; son jeu lui vaut cet éloge du critique du Portland Herald : « Miss Arnold, dans Miss Biddy, dépasse tous les éloges... Bien qu'il s'agisse d'une demoiselle de tout juste neuf ans, ses talents d'actrice feront honneur à n'importe quel interprète mature de son sexe ».
La pièce est publiée à Londres en 1747 ; elle est rééditée à plusieurs reprises au XVIIIe siècle et au début du XIXe siècle.